# Bakinci
Bakinci su naseljeno mjesto u sastavu Grada Laktaši, Republika Srpska, BiH.

## Stanovništvo
| Bakinci            |              |              |              |
| godina popisa      | 1991.        | 1981.        | 1971.        |
| Srbi               | 551 (90,62%) | 646 (89,72%) | 749 (86,79%) |
| Hrvati             | 36 (5,92%)   | 56 (7,77%)   | 113 (13,09%) |
| Muslimani          | 0            | 0            | 0            |
| Jugoslaveni        | 19 (3,12%)   | 9 (1,25%)    | 0            |
| ostali i nepoznato | 2 (0,32%)    | 9 (1,25%)    | 1 (0,11%)    |
| ukupno             | 608          | 720          | 863          |